# Thám tử lừng danh Conan: Những giây cuối cùng tới thiên đường
Thám tử lừng danh Conan: Những giây cuối cùng tới thiên đường (名探偵コナン 天国へのカウントダウン Meitantei Conan: Tengoku no Countdown) là bộ phim hoạt hình chính thứ năm của bộ truyện tranh Thám tử lừng danh Conan được ra mắt tại Nhật Bản năm 2001, với thám tử chính là Shinichi Kudo. Nó cũng được chuyển thể thành truyện tranh. Tại Việt Nam, phim được phát sóng trên HTV3 vào ngày 18 tháng 12 năm 2016.

## Tổng quan
Bộ phim xoay quanh Conan và Haibara cùng với câu chuyện tại tòa tháp đôi cao nhất Nhật Bản. Tại đây đã xảy ra 3 vụ án và thủ phạm đều để lại một chiếc tách sake. Ở hiện trường, hai tên Áo đen là Gin và Vodka phát hiện Haibara. Chúng quyết định đặt bom tại tòa tháp đôi để thủ tiêu Haibara đồng thời xóa sạch dữ liệu của tập đoàn xây dựng tòa tháp. Trong sự tuyệt vọng, Haibara định tự sát bằng quả bom hẹn giờ. Cô may mắn đã được Conan cứu thoát.

## Nội dung

#### Vẻ đẹp tòa tháp đôi
Trên đường cùng tiến sĩ Agasa đi cắm trại, vẻ đẹp của tòa tháp đôi Nishitamashi cao nhất Nhật Bản đã làm Đội thám tử nhí cảm thấy hứng thú. Họ nhờ tiến sĩ đưa đến đó vào ngày hôm sau. Vào buổi tối hôm đó, Genta vô tình nhìn thấy Haibara gọi điện cho một ai đó nói về kế hoạch ngày mai của mình khi đến tòa tháp đôi. Cậu cũng không chú ý và bỏ đi ngay, những lời nói của Haibara đã bị bọn Gin và Vodka nghe được, chúng quyết định đến tìm và thủ tiêu cô.

#### Tại tòa tháp đôi
Ngày hôm sau, họ lên đường đến tòa tháp đôi đó. Trên đường, Mitsuhiko đề nghị chơi trò thử sức 30 giây. Ayumi đã chiến thắng với thời gian đếm đúng 30 giây. Genta sau đó đã hỏi Haibara về cuộc điện thoại tối qua nhưng cô nói rằng mình không hề gọi điện tối qua.
Khi đến tòa tháp đôi họ tình cờ gặp ông Mori, Ran và Sonoko ở đó. Chủ nhân tòa tháp đôi Nishitamashi này là Tokiwa Mio cũng là bạn thời trung học của ông Mori và đã mời ông đến trước khi khánh thành tòa tháp đôi này. Tại phòng trưng bày tất cả mọi người gặp mặt kỹ sư Hara Yoishiaka trưởng nhóm lập trình viên và họ tình cờ được nhìn thấy hình ảnh của mình trong 10 năm sau thông qua một cái máy. Tuy nhiên khi đến lượt Conan và Haibara chụp thì chiếc máy bị lỗi, Haibara nói rằng có lẽ họ sẽ chết trong 10 năm tới. Khi lên tới tầng cao nhất của tòa nhà mọi người gặp được chủ tịch Tokiwa Mio và các thành viên tập đoàn Nishitamashi. Kỹ sư Hara cũng mời Đội thám tử nhí đến nhà anh ta vào chủ nhật để tham gia một trò chơi mới do anh sáng tác. Mitsuhiko và Ayumi cũng hẹn gặp Ran vào buổi sáng mai (Mitsuhiko nói về chuyện mình thích cả Ayumi và Haibara, còn Ayumi nói về chuyện Conan luôn quan tâm và giải cứu Ran lúc cô gặp nguy). Trong lúc đó có 2 nhân viên công ty đi lên từ thang máy vào nói chuyện về chiếc Porsche 356 A, nhận thấy đó chính là chiếc xe của Gin, Conan lập tức xuông dưới nhưng không tìm thấy gì và thắc mắc về lý do Gin xuất hiện tại đây.

#### Cái chết của ông Oki Jwamutsu
Buổi sáng hôm sau, Mitsuhiko và Ayumi đến gặp Ran và nói về chuyện tình cảm của mình. Ran cho cả hai những lời khuyên chân thành. Ngay sau đó thanh tra Megure mời tất cả mọi người tới trụ sở cảnh sát vì cái chết của ông Oki Jwamutsu, Hội đồng tập đoàn Nishitamashi. Bên cạnh ông ta phát hiện một chiếc tách sake bị vỡ đôi, cảnh sát nghi ngờ là một trong số 5 người của tập đoàn Nishitamashi: ông Kisagari, kỹ sư Hara, cô trợ lý Minami, chủ tịch Tokiwa Mio, kiến trúc sư Kazama. Đội thám tử nhí sau đó đã đi điều tra về các nghi phạm nhưng không phát hiện được gì.

#### Cái chết của kỹ sư Hara
Buổi tối hôm ấy tại nhà tiến sĩ Agasa, Haibara lại tiếp tục gọi điện thoại và đã bị tiến sĩ nhìn thấy. Ngày hôm sau ông báo lại cho Conan tuy nhiên Conan đã gác chuyện này lại để cùng những người bạn của mình đến gặp kỹ sư Hara. Tuy nhiêu sau khi đến nơi họ phát hiện Hara đã chết trên tay cầm một con dao bạc và bên cạnh cũng là chiếc tách sake bị vỡ đôi còn tất cả các dữ liệu trong máy tính của Hara cũng bị xóa sạch.

#### Cuộc gọi lúc nửa đêm
Buổi tối hôm đó Gin và Vodka tìm đến căn hộ của chị Haibara và biết được rằng Haibara vẫn hay gọi đến đây mỗi buổi tối. Bọn chúng dùng đĩa phần mềm theo dõi để tìm ra số điện thoại của Haibara. Khi Haibara gọi điện đến, Khi còn ba con số cuối cùng trong điện thoại thì tín hiệu bị ngắt. Conan đã rút dây điện thoại ra nên Gin và Vodka không biết được số điện thoại nhưng đã biết Haibara sẽ đến tòa nhà đôi để tham dự lễ khai trương và lên kế hoạch thủ tiêu cô.

#### Buổi lễ khai trương
Buổi chiều hôm sau, mọi người chuẩn bị tới tòa nhà đôi dự lễ khai trương. Tuy nhiên do nhìn thấy hình ảnh của mình 10 năm sau, Sonoko quyết định thay đổi kiểu tóc giống với Haibara, khi nhìn thấy Conan có cảm giác lạ. Trong buổi lễ khai trương tập đoàn Nishitamashi tổ chức trò chơi giông hệt với trò chơi mà Mitsuhiko đã bày ra với phần thưởng là một chiếc xe hơi cùng một chiếc xe đạp địa hình. Ông Mori tham gia và đã giành được chiến thắng. Sau chiến thắng của ông Mori là phần giới thiệu một loạt tranh về núi Fuji của ông Kisagari Hosui. Tuy nhiên khi mở đến bức tranh cuối cùng, Chủ tịch Tokiwa Mio đã bị treo ở giữa bức tranh bởi một dây piano móc vào vòng ngọc trai và bên dưới là chiếc tách Sake còn nguyên. Ông Mori và cảnh sát đã nghi ngờ cô trợ lý Sawaguchi Minami. Ngay lúc đó có một vụ nổ xảy ra ở tầng 4 phòng máy và phòng cung cấp điện, phòng vi tính tấng 40 và thủ phạm chính là Gin và Vodka nhăm tiêu hủy toàn bộ dữ liệu của tập đoàn Nishitamashi.

#### Di tản khách mời
Những vị khách nhanh chóng được di tản nhờ thang máy VIP nằm bên ngoài của khách sạn. Khi Conan vào trong thì thang máy đã quá tải, Conan đành ở lại đó và đi chuyến sau. Khi thang máy chở Đội thám tử nhí tới tầng 66, Đội thám tử nhí đã nhường chỗ cho hai mẹ con một người phụ nữ còn họ chạy xuống dưới tầng 60 để đi qua cây cầu. Conan vào thang máy sau đó, trong khi xuống dưới cấu cậu phát hiện một tia lade đang chiếu lên Sonoko. Khi dùng cặp mắt kính của mình, Conan phát hiện Gin đang nhắm bắn Sonoko do nghĩ cô chính là Haibara. Nhờ Conan mà Sonoko thoát chết nhưng viên đạn ghim trúng công tắc thang máy làm thang máy ngừng lại, Gin lúc này cũng nhận ra mình bắn lầm người. Conan nhờ Ran đỡ mình lên và đá vỡ nóc của thang máy và thoát ra ngoài bằng cửa thang. Sau đó họ băng qua cây cầu ở dưới tầng 45 nối sang tòa nhà đối diện, cúng lúc đó Đội thám tử nhí đi đến chân cây cầu ở tầng 60 tuy nhiên họ chưa kịp qua cầu, Vodka đã kích nổ bom làm sập cây cầu những người ở tầng 45 may mắn chạy qua được nhưng còn Ran và Conan bị kẹt lại.

#### Vạch mặt hung thủ
Ran quyết định mạo hiểm, buộc sợi dây dẫn nước vào người mình và ôm Conan nhảy xuống dưới. Họ may mắn đạp vỡ cửa kính ở một tầng dưới đó và xuống được mặt đất. Khi xuống mặt đất Conan phát hiện ra Đội thám tử nhí vẫn bị mắc kẹt ở tầng 60. Conan lên tầng 60 của tòa nhà đối diện và dùng ván trượt bay qua đó, Cậu đã bay qua được nhưng ván trượt bị rơi xuống và vỡ tan. Sau khi đến nơi cậu đã gọi nhờ thanh tra Megure đưa một chiếc trực thăng cứu hộ đến. Khi Genta, Mitsuhiko và Ayumi lên sân thượng, Conan và Haibara đã vào phòng tiệc và tìm ra hung thủ của vụ án đó chính là ông Kisagari Hosui. Động cơ chính là tòa tháp đôi đã cắt ngang núi Fuji, tuy nhiên ông lại không phải là người đã giết Hara. Sau khi bị Conan phát hiện, ông định tự sát nhưng đã bị Conan bắn kim gây mê trước.

#### Căn phòng chứa bom
Trên sân thượng khi trực thăng cứu hộ tới, Vodka tiếp tục kích nổ bom gây cháy ở sân thượng khiến trực thăng không thể hạ cánh. Genta, Mitsuhiko và Ayumi lại phải chạy xuống phòng tiệc và tại đây họ phát hiện căn phòng chứa đầy bom và chỉ còn lại 4 phút nữa sẽ nổ. Khi nhìn ra ngoài Conan đột nhiên thấy mái vòm tòa nhà đối diện, quay lại thấy chiếc xe ông Mori đã trúng thưởng và chìa khóa vẫn ở đó. Cậu chợt nảy ra ý tưởng dùng chiếc xe để bay qua tòa nhà đối diện và sử dụng vụ nổ để tăng tốc độ, Haibara sẽ đếm tới 30s và lên xe sau đó Ayumi sẽ đếm tiếp 30s còn lại. Cậu nhờ thanh tra Megure mở mái vòm tòa nhà diện và bên dưới là một hồ bơi.

#### Quyết định mạo hiểm
Genta và Mitsuhiko đưa ông Kisagari lên xe, Conan lấy chiếc nón bảo hiểm của chiếc xe đạp trong đó đội cho Ayumi. Tất cả lên xe Haibara bắt đầu đếm ngược khi đếm tới giây thứ 30 thì Ayumi bắt đầu đếm. Tuy vậy Haibara vẫn còn đang đếm, Conan nhận ra rằng cô muốn tự sát. May mắn Genta đã kịp đưa cô trở lại xe khi còn 10s. Đến giây thứ 5, Conan bắt đầu phóng xe, chiếc xe lao ra ngoài cửa kính đúng lúc bom nổ. Do chấn động chiếc xe lao nhanh, Haibara bị rơi khỏi xe, Mitsuhiko đã kéo cô lại được nhưng không thể kéo cô vào xe. Conan chợt nhận ra xe đang lao vào một khối thủy tinh trang trí cạnh hồ bơi. Cậu nhanh chóng lấy cái nón Ayumi đội và đá vào nó làm nó vỡ tan. Chiếc xe cuối cùng lao xuống hồ bơi và mọi người trên xe vẫn an toàn. Cảnh sát sau đó đưa ông Kisagari đi, vụ án kết thúc. Riêng sự thật về cái chết của Hara vẫn không được sáng tỏ

## Lồng tiếng
| Nhân vật            | Diễn viên lồng tiếng | Diễn viên lồng tiếng |
| ------------------- | -------------------- | -------------------- |
| Nhân vật            | Nhật Bản             | Việt Nam             |
| Edogawa Conan       | Takayama Minami      | Hoàng Khuyết         |
| Kudo Shinichi       | Yamaguchi Kappei     | Hoàng Khuyết         |
| Mori Ran            | Yamazaki Wakana      | Thúy Hằng            |
| Mori Kogoro         | Kamiya Akira         | Trần Vũ              |
| Suzuki Sonoko       | Matsui Naoko         | Ngọc Quyên           |
| Tiến sĩ Agasa       | Ogata Kenichi        | Chơn Nhơn            |
| Haibara Ai          | Hayashibara Megumi   | Ái Phương            |
| Yoshida Ayumi       | Iwai Yukiko          | Kim Ngọc             |
| Tsuburaya Mitsuhiko | Ōtani Ikue           | Chánh Tín            |
| Kojima Genta        | Takagi Wataru        | Thiện Trung          |
| Thanh tra Megure    | Chafurin             | Trí Luân             |
| Shiratori Ninzaburo | Inoue Kazuhiko       | Tuấn Anh             |
| Gin                 | Hori Yukitoshi       | Tất My Ly            |
| Vodka               | Tachiki Fumihiko     | Quang Tuyên          |
| Tokiwa Mio          | Fujita Toshiko       | Linh Phương          |
| Sawaguchi Chinami   | Hisakawa Aya         | Thu Huyền            |
| Kazama Hidehiko     | Kosugi Jurota        | Minh Vũ              |
| Kisaragi Hosui      | Nagai Ichiro         | Hạnh Phúc            |
| Oki Iwamatsu        | Watabe Takeshi       | Chơn Nhơn            |
| Hara Yoshiaki       | Hashimoto Koichi     | Tấn Phong            |